# Heteria plebia
Heteria plebia là một loài ruồi trong họ Tachinidae.